# Secretaría de Justicia (México)
La Secretaría de Justicia fue una secretaría de Estado que formó parte del gabinete de los gobernantes de México con funciones de ministerio de Justicia y de ministerio público (explícitamente desde 1900), además de otras competencias a lo largo de su historia que existió con una gran variedad de nombres distintos y funciones entre el 28 de septiembre de 1821 y el 25 de diciembre de 1917.
Se originó como una de las cuatro secretarías que conformaron la primera organización del gabinete mexicano. La Procuraduría General de la República (PGR) la sucedió como el ministerio público mexicano; cabe destacar que la PGR había sido creada en 1900 como un organismo dependiente de ella —tras una reforma constitucional que oficialmente dio la denominación de Ministerio Público de la Federación—, y no fue hasta la publicación de la Constitución de 1917 cuando se extinguió para que el ministerio público quedara al mando del «procurador general».
De las cuatro secretarías de Estado originales, es la única cuyo órgano sucesor en la actualidad, la Fiscalía General de la República, ya no depende del poder ejecutivo del país.

## Funciones
Durante su vida como secretaría de Estado dentro del gabinete fue del despacho del poder ejecutivo federal de México con funciones de ministerio de Justicia y ministerio público. No obstante, a lo largo de su evolución en la vida política del país ostentó entre sus competencias:
- Encargado de las relaciones Iglesia-Estado (1821-1837 y 1841-1858)
- Ministerio de Economía (1841-1842, 1843-1853 y 1851-1861)
- Ministerio de Educación (1841-1904).

En organización actual de la Administración Pública Federal el primer rubro es responsabilidad de la Secretaría de Gobernación (SEGOB) a través de la Subsecretaría de Desarrollo Democrático, Participación Social y Asuntos Religiosos; el segundo enteramente como la principal función de la Secretaría de Economía (SE); y el tercero como un rubro esencial  de la Secretaría de Educación Pública (SEP).

## Símbolos
Durante toda su existencia ocupó el Escudo Nacional como símbolo ya que no existía ningún otro símbolo representativo del gobierno, como hoy sí tiene esa función el Sello de México.

1822-1823
1823-1835
1835-1846
1846-1880
1880-1909
1909-1916
1916-1917

## Historia

### Antecedentes

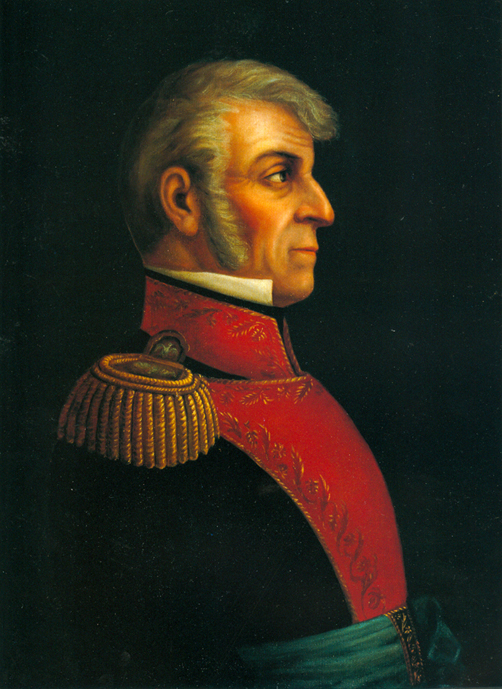
Ignacio López Rayón es el padre del constitucionalismo en México.

Con la ejecución de Miguel Hidalgo e Ignacio Allende, los líderes más importantes de la etapa de inicio de la Guerra de Independencia, Ignacio López Rayón, en quién cayó interinamente el mando de las fuerzas insurgentes, publicó los Elementos Constitucionales el 30 de abril de 1812: un documento que marcó el comienzo de la historia constitucional mexicana pues se dio la labor de fungir como una carta magna que sería aplicable con la conformación de un futuro país; plantaban la creación de una nueva nación independiente de España con Fernando VII como monarca y una organización principalmente basada en las tendencias liberales de las Cortes Generales. En el artículo 16 trataba sobre los dos órganos en los que podría apoyarse el rey: el Despacho de Guerra y Hacienda y el Despacho de Gracia y Justicia, que serían responsables de sus respectivos tribunales para el cumplimiento de la Ley.
Los Elementos Constitucionales sirvieron para los posteriores Sentimientos de la Nación publicados el 14 de septiembre de 1813 y la Constitución de Apatzingán publicada el 24 de abril de 1914, pero a diferencia del anterior en ninguno de los dos menciona a un órgano equiparable como al de un «Despacho de Gracia y Justicia». Sin contradecir a lo anterior en la Constitución de Apatzingán sí se estipuló que el Supremo Gobierno (titular del Ejecutivo) contaría con el apoyo de ministros de Guerra, Hacienda y Gobierno (es decir, un gabinete bien definido) y entre sus facultades la de perseguir presuntos culpables de delitos como la aplicación de condenas tras el fallo en del Supremo Tribunal de Justicia mencionado en el Capítulo XV «De las facultades del Tribunal Supremo de Justicia»:

Las sentencias que pronunciare el Supremo Tribunal de Justicia, se remitirán al Supremo Gobierno, para que se las haga ejecutar por medio de los jefes, o jueces o a quienes corresponda.
Artículo 204

Todos los anteriores textos fueron decretados por distintos líderes insurgentes de la Guerra de Independencia y ninguno llegó a concretarse para los fines que planteaban, por lo que su importancia radica sola en los precedentes que marcaron en los idearios políticos de la época que se luego influyeron ya en la vida nacional tras la consumación de la Guerra.

### Primeros años de vida independiente

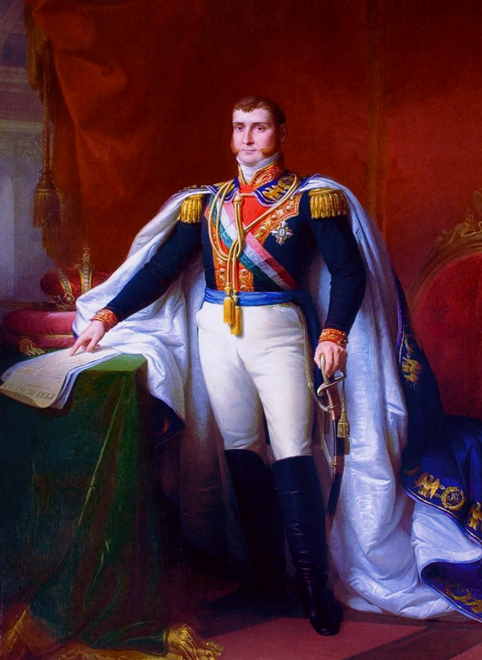
Agustín de Iturbide —primero como presidente de la Regencia y luego como emperador— instuyó las cuatro secretarías de Estado originales en base a la Cámara del Virreinato creada en 1756.

Los Tratados de Córdoba firmados el 24 de agosto de 1821 entre el líder del Ejército Trigarante Agustín de Iturbide y jefe político superior de Nueva España Juan O'Donojú pactaron la formación del Imperio Mexicano como una monarquía moderada y constitucional dirigida por Fernando VII o cualquiera de sus familiares en la línea de sucesión del trono español. El 28 de septiembre, un día después de la entrada del Ejército Trigarante a la Ciudad de México se constituyó el primer consejo de la Regencia del Imperio donde se depositaría el poder ejecutivo hasta obtener respuesta de las Cortes españolas. Ese mismo día se instituyó formalmente el primer consejo de ministros del Estado mexicano en la que se instruyeron cuatro ministerios como dependencias del emperador, que en este caso correspondió a la Secretaría de Estado y del Despacho de Justicia Universal y Negocios Eclesiásticos, cuyo primer titular fue José Domínguez Manzo.
Fue hasta el 8 de noviembre cuando la Junta Provisional Gubernativa (titular del poder legislativo hasta la conformación de un Congreso General) publicó el «Decreto del Establecimiento de los ministerios» que estipuló en su artículo 7 las ramas que le correspondían a la secretaría:

1. A la Secretaría de Estado y del Despacho Universal de Justicia y Negocios Eclesiásticos, corresponden todos los negocios de los consejos que haya, tribunales supremos, jueces y demás autoridades civiles del reino; cuyas consultas de pleitos, causas y demás deben despacharse por ella, como también las plazas de todos los individuos de que se compongan, inclusos los escribanos de todas clases.
2. Los asuntos generalmente eclesiásticos, la presentación de los arzobispados, obispados, canonjías, curatos, beneficios y demás empleos de este vasto ramo.
3. Lo perteneciente á todas las religiones seculares, y regulares, inclusas la provisión de sus empleos y definiciones de sus capítulos.
4. Todo lo correspondiente á las tres juntas supremas que debe haber de cirugía, medicina y farmacia, con el albeiterado, y los empleos de estos vocales y sus subalternos.
5. Todos los empleados de la servidumbre en general del palacio imperial, tanto eclesiástico como secular, incluso el juez privativo que deben tener estos individuos: sus asuntos de todas clases y la provisión de todos sus empleos.

Más adelante la monarquía española rechazó los Tratados de Córdoba por y tras una reunión extraordinaria de la Junta Provisional Gubernativa nombró el 13 de febrero de 1822 a Agustín de Iturbide como emperador constitucional de México. Diez días más tarde, el 23 de febrero, Agustín I decretó el Reglamento Provisional Político del Imperio Mexicano que reafirmaba los cuatro ministerios en los que se apoyaba el gobierno del emperador:

Habrá cuatro ministros por este orden:
1. Del Interior y de Relaciones exteriores;
2. De Justicia y de Negocios Eclesiásticos;
3. De Hacienda;
4. De Guerra y Marina.

Artículo 32

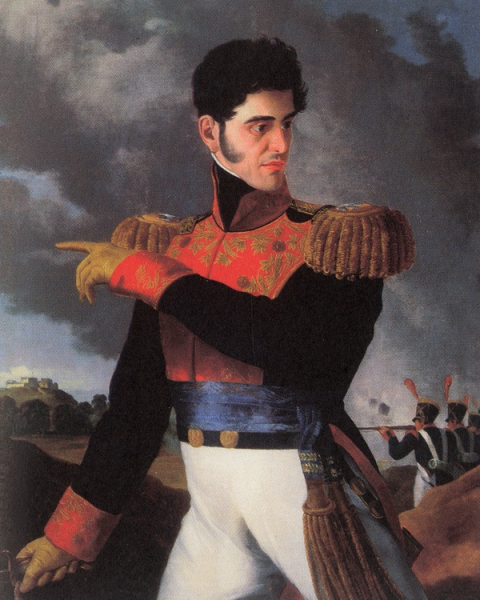
Antonio López de Santa Anna fue el primer gobernante que hizo reformas importantes en el gabinete presidencial sobre los distintos sectores de producción.

Cabe destacar que tras la caída del Imperio y la conformación de un gobierno provisional llamado Supremo Poder Ejecutivo la composición del que posteriormente se convertiría en el gabinete presidencial se mantuvo intacta en la que se reafirmó sus atribuciones respecto a los asuntos religiosos y de los tribunales, que se mantuvo intacta por un poco más que veinte años durante la Primera República Federal.
Dos años después de la conformación de la República Centralista durante el gobierno de Anastasio Bustamante desapareció la secretaría formalmente el 19 de abril de 1837 como una reforma de corriente central. Cuatro años más tarde, el 11 de octubre de 1841 Antonio López de Santa Anna resucitó la secretaría con el nombre de Ministerio de Justicia, Negocios Eclesiásticos, Instrucción Pública e Industria, en la que además se le agregaron atribuciones varias como el despacho para el apoyo de las actividades económicas —bajo el contexto de un país que estaba lejos de estar industrializado— y la instrucción pública, que es la enseñanza impartida por el Estado para la formación de profesores para reducir el analfabetismo de la población, objetivos que no llegarían a concretarse realmente sino hasta el Porfiriato.
El 26 de abril de 1853 surgió la quinta dependencia del gabinete mexicano: el Ministerio de Fomento, Colonización, Industria y Comercio, cuyas reformas se consideraron bastante novedosas para la época ya que implicaron la creación de un órgano cuya principal labor era la de promover el desarrollo económico del país además de mejorar la calidad de vida de los habitantes. De cualquier forma, con la conformación de esta nueva secretaría con ello volvió a sus atribuciones adjudicadas en desde 1841 ahora con el nombre de Ministerio de Justicia, Negocios Eclesiásticos, Instrucción Pública e Industria.

### Reforma, Segundo Imperio y República Restaurada

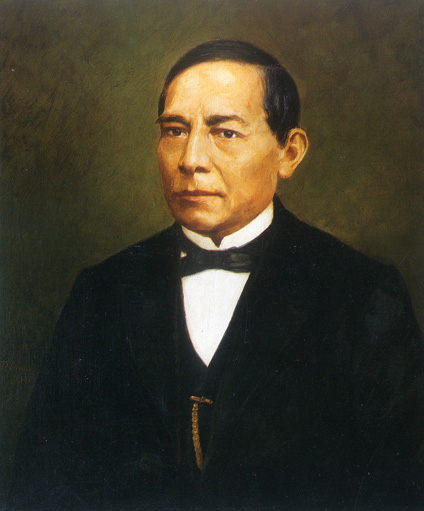
Benito Juárez llegó a extinguir y reinstaurar la Secretaría según las condiciones del país.

La Revolución de Ayutla (1854-1855) provocó otra inestabilidad en el país que causó que la reforma santaannista no durara más de diez años. Con la publicación de la Constitución de 1857 los asuntos de la relación entre la Iglesia y el Estado pasaron a control de la Secretaría de Gobernación. El estallido de la Guerra de Reforma obligó al gobierno liberal —encabezado por Benito Juárez— a tener que reducir considerablemente su presupuesto para gastos bélicos; el 18 de enero de 1858 Juárez extinguió formalmente la Secretaría de Fomento, Colonización, Industria y Comercio, y reintegró sus antiguas atribuciones a los respectivos ministerios de donde correspondían: la Secretaría de Justicia, Fomento e Instrucción Pública volvió a encargarse de los estímulos económicos del país.
Con lea llegada de Maximiliano I al país como emperador de México paralelo al gobierno de Juárez utilizó una organización basada en el Ministerio Imperial dividida en nueve departamentos (notase que es la única ocasión en la historia política que utiliza una denominación distinta a «secretaría» y «ministerio») que por su diferencia sí resultaba bastante distinta a la utilizada por el bando republicano. Según lo suscrito en el artículo 5 del Estatuto Provisional del Imperio Mexicano publicado el 10 de abril de 1865 así se organizaría el Ministerio Imperial:

El emperador gobierna por medio de un Ministerio, compuesto de nueve departamentos ministeriales, encomendados al Ministro de la Casa Imperial:
- Departamento de Estado;
- Departamento de Negocios Extranjeros y Marina;
- Departamento de Gobernación;
- Departamento de Justicia;
- Departamento de Instrucción pública y cultos;
- Departamento de Guerra;
- Departamento de Fomento;
- Departamento de Hacienda.

Una ley establecerá la organización de los Ministerios y designará los ramos que hayan de encomendárseles.

De cualquier forma Maximiliano I nunca llegó a tener un control real sobre la totalidad del territorio nacional pues se extendió una constante lucha entre los monárquicos y republicanos. Después del fin de la Segunda intervención francesa el Segundo Imperio pronto se fue a su fin y Maximiliano nunca llegaría a nombrar a ningún ministro.  
El 15 de julio de 1867 con la instauración de la República Restaurada se volvió a la composición de las secretarías anteriores. Ya adentrado el periodo le trajo una paz al país de la que no había gozado en mucho tiempo debido a las constantes luchas de poder que se produjeron en los primeros años de vida independiente; Juárez pudo realizar diversas reformas del gabinete presidencial, entre ellas la reinstauración de la Secretaría de Fomento, Colonización, Industria y Comercio. El 1 de enero de 1868 se hizo formal la reinstauración de la Secretaría de Justicia e Instrucción Pública, que volvió a deslindarse de sus funciones como ministerio de Economía.

### Porfiriato y Revolución

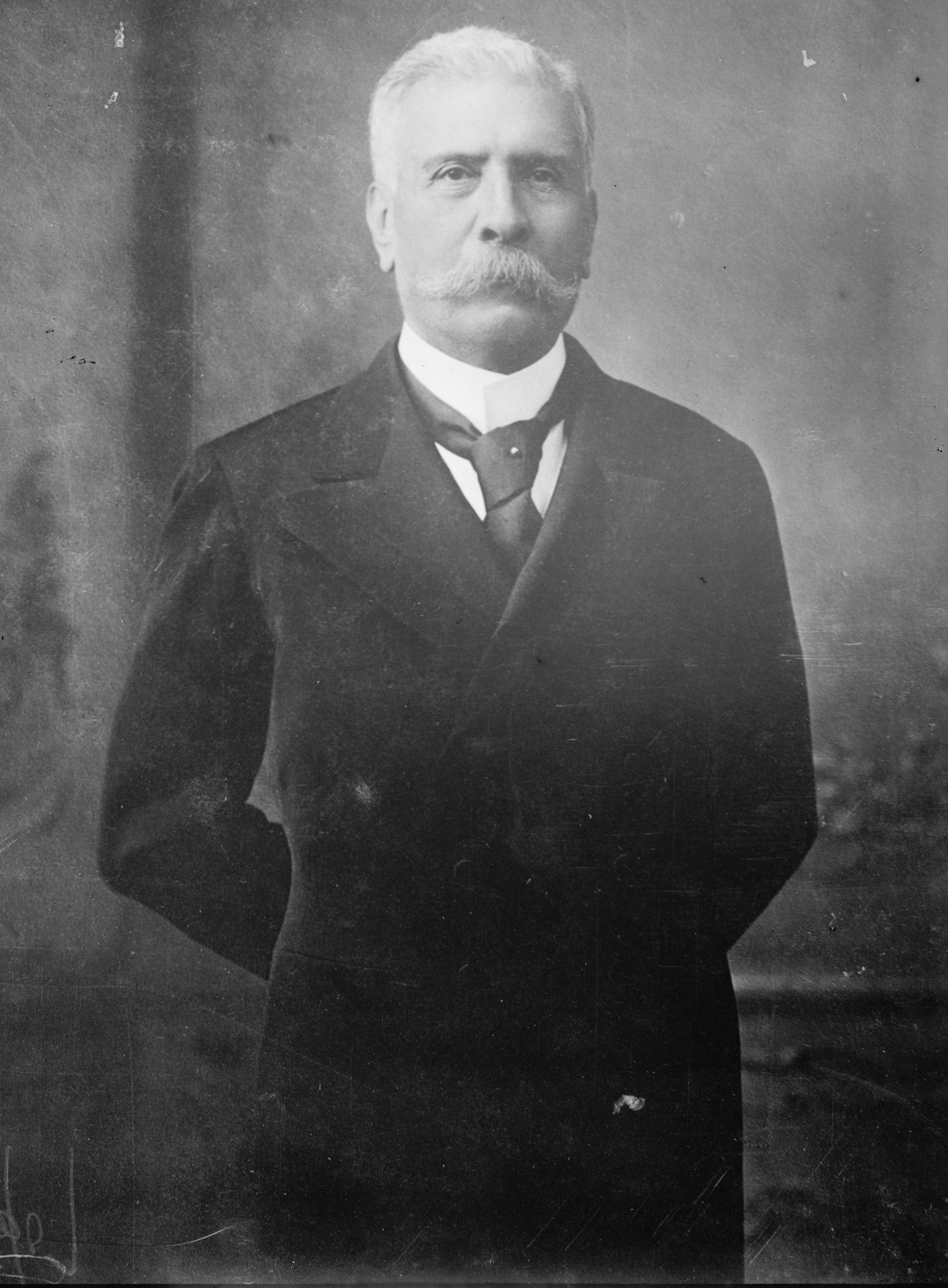
Porfirio Díaz promovió importantes reformas en el Gabinete presidencial, entre ellas la creación de dos secretarías.

La posterior conformación del Porfiriato y la casi nula agitación nacional que traería el cambio de poder significó que también se prolongara la paz. No volvería a concretarse ninguna otra reforma a dicho ministerio incluso cuando sí se presentara cambios en la composición del gabinete presidencial (como la fundación de la Secretaría de Comunicaciones y Obras Públicas en 1891).
Los avances de la educación durante el Porfiriato fueron notables donde la Secretaría de Justicia e Instrucción Pública jugó un papel importante a través de la creación de nuevas instituciones educativas especialmente para las clases altas con un fuerte influjo del positivismo, que había sido importado al país desde tiempos de la República Restaurada y cuyo máximo exponente era Auguste Comte.
En abril de 1900 la XX Legislatura del Congreso de la Unión promulgó la creación de la Procuraduría General de la República, un organismo dependiente de la Secretaría de Justicia e Instrucción Pública cuyo titular sería nombrado por el presidente de la República pero jerárquicamente inferior al secretario de Justicia e Instrucción Pública. Finalmente el 22 de mayo de 1900 se publicó en el Diario Oficial de la Federación la reforma a los artículos 91 y 96 de la Constitución de 1857 donde se hacía oficial su creación:

Art. 91. La Suprema Corte de Justicia se compondrá de once ministros propietarios, cuatro supernumerarios, un fiscal y un procurador general.

Art. 96. La Ley establecerá y organizará los tribunales de circuito y de distrito.
Art. 91. La Suprema Corte de Justicia se compondrá de quince ministros y funcionará en tribunal pleno o en salas de la manera que establezca la Ley.

Art. 96. La ley establecerá y organizará los tribunales de circuito, los juzgados de distrito y el Ministerio Público de la Federación. Los funcionarios del Ministerio Público y el procurador general de la República que ha de presidirlo, serán nombrados por el ejecutivo.
Artículos originales en el 5 de febrero de 1857 (izquierda) y tras la reforma del 22 de mayo de 1900 (derecha).

El 19 de mayo de 1905 ocurrió otra reforma un cuanto más radical y novedosa pues, por influencia de Justo Sierra Méndez, se separó definitivamente la Educación de la Justicia y con ello se creó la octava secretaría de Estado de la historia: la Secretaría de Instrucción Pública y Bellas Artes (actualmente Secretaría de Educación Pública), con funciones de ministerio de Educación. Por primera vez en su historia su nombre quedó simplificado a Secretaría de Justicia.
La paz porfiriana se vio interrumpida con las convulsiones de poder tras el estallido de la Revolución que trajo constantes y repentinos titulares del poder ejecutivo donde hubo modificaciones de la composición del gabinete presidencial que, no obstante, no afectó a la Secretaría de Justicia.

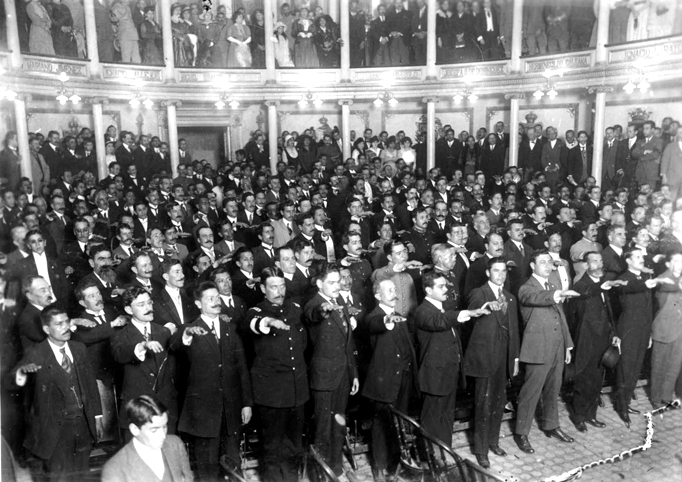
La Constitución de 1917, cuyo autor fue Congreso Constituyente (en la imagen), sentó las bases de un gran número de reformas en la política de México.

Fue hasta la promulgación de la vigente Constitución Política el 5 de febrero de 1917 que trajo consigo cambios mayores en la organización de todos los secretarías. En su artículo 102 se volvió a reafirmar que al procurador general como la cabeza del Ministerio Público:

Artículo 102.- La ley organizará el Ministerio Público de la Federación, cuyos funcionarios serán nombrados y removidos libremente por el Ejecutivo, debiendo estar presididos por un procurador general, el que deberá tener las mismas calidades requeridas para hacer magistrado de la Suprema Corte.
Primer párrafo del artículo original del 5 de febrero de 1917

Después de aquello la Secretaría de Justicia desapareció definitivamente y el procurador general reemplazó al secretario de Justicia en las dependencias centrales del gabinete presidencial; el 3 de mayo de 1917 Miguel Román asumió oficialmente como el primer procurador general en el gabinete de Venustiano Carranza en aquellas circunstancias.
La última mención de la Secretaría de Justicia en el Diario Oficial de la Federación está fechada en el 11 de mayo de 1917 que quizás pudo constituir como algún error o descuido; de cualquier forma, el último decreto oficial que utilizó su nombre reza lo siguiente: «Ley que reglamenta el establecimiento de la familia, expedida por el C. Primer Jefe del Ejército Constitucionalista [Venustiano Carranza], Encargo del Poder E. de la Nación».